# Tsivi
Tsivi (georgiska: ცივი) är ett berg i Georgien. Det ligger i den östra delen av landet, i regionen Kachetien. Toppen på Tsivi är 1 991 meter över havet. Tsivi ingår i Gomboribergen, som även kallas Tsiv-Gomboribergen.